# Економіка Москви
Економіка Москви — найбільша економіка серед суб'єктів Російської Федерації за обсягом валового регіонального продукту Обсяг валового регіонального продукту Москви в 2014 році склав 11,881 трлн рублів (21,5 % ВВП країни).
На початок ХХІ сторіччя Москва — найбільший в загальнодержавному масштабі фінансовий центр і центр управління значною частиною економіки країни. Так наприклад, в Москві зосереджені більше половини банків зареєстрованих в країні. Крім того велика частина найбільших компаній зареєстровані і мають центральні офіси саме в Москві, хоча їх виробництво може повністю розташовуватися за тисячі кілометрів від столиці.
Крім того — це великий центр машинобудування, в тому числі енергомашинобудування, верстато-, судно-, приладобудування; чорної і кольорової металургії (виробництво алюмінієвих сплавів), хімічної, легкої, поліграфічної промисловості. Але в останні роки йде процес перенесення виробництв за межі Москви.

## Промисловість

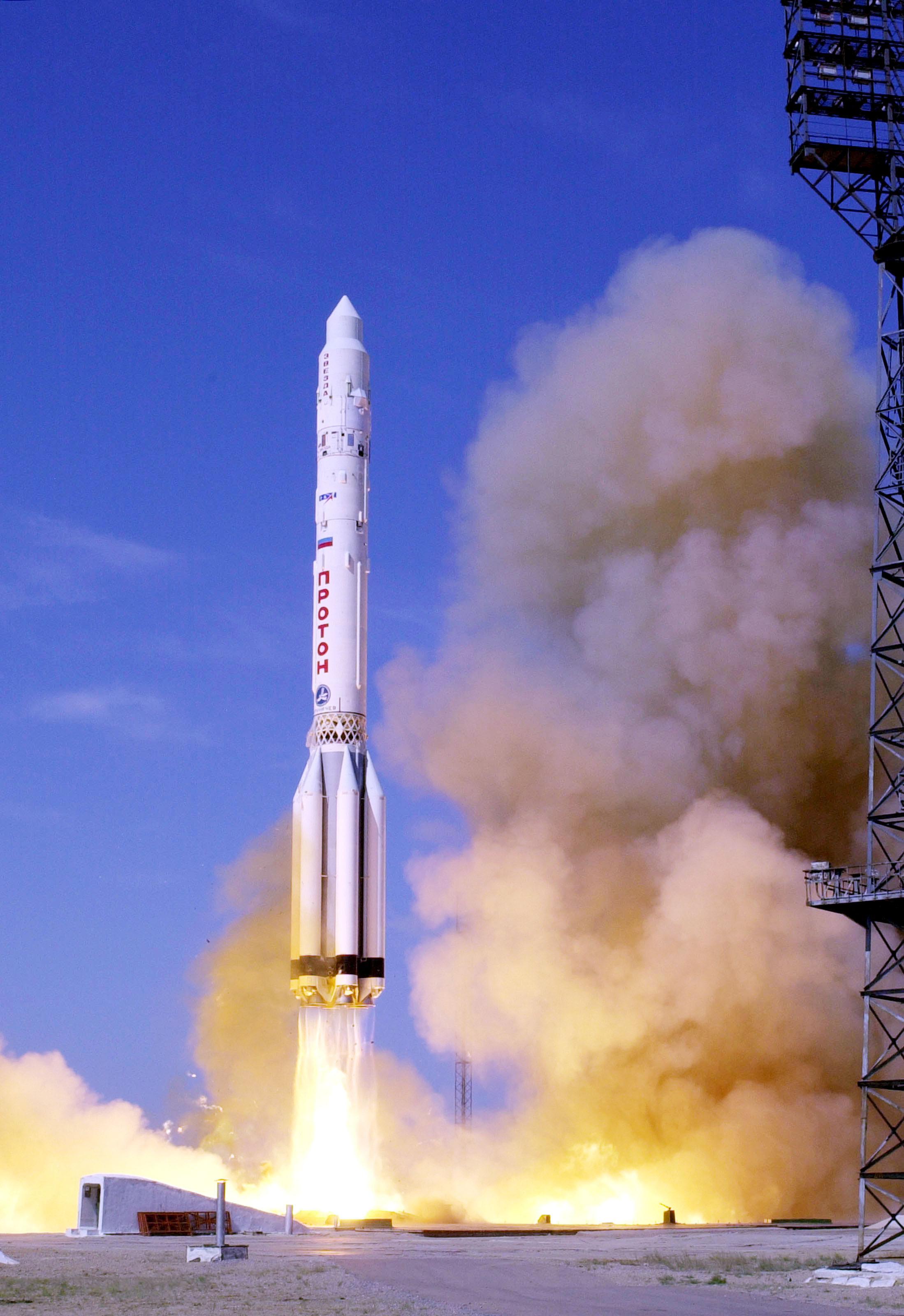
Найбільш потужна російська ракета-носій Протон розроблена і виробляється на Державний космічний науково-виробничий центр імені М. В. Хрунічева

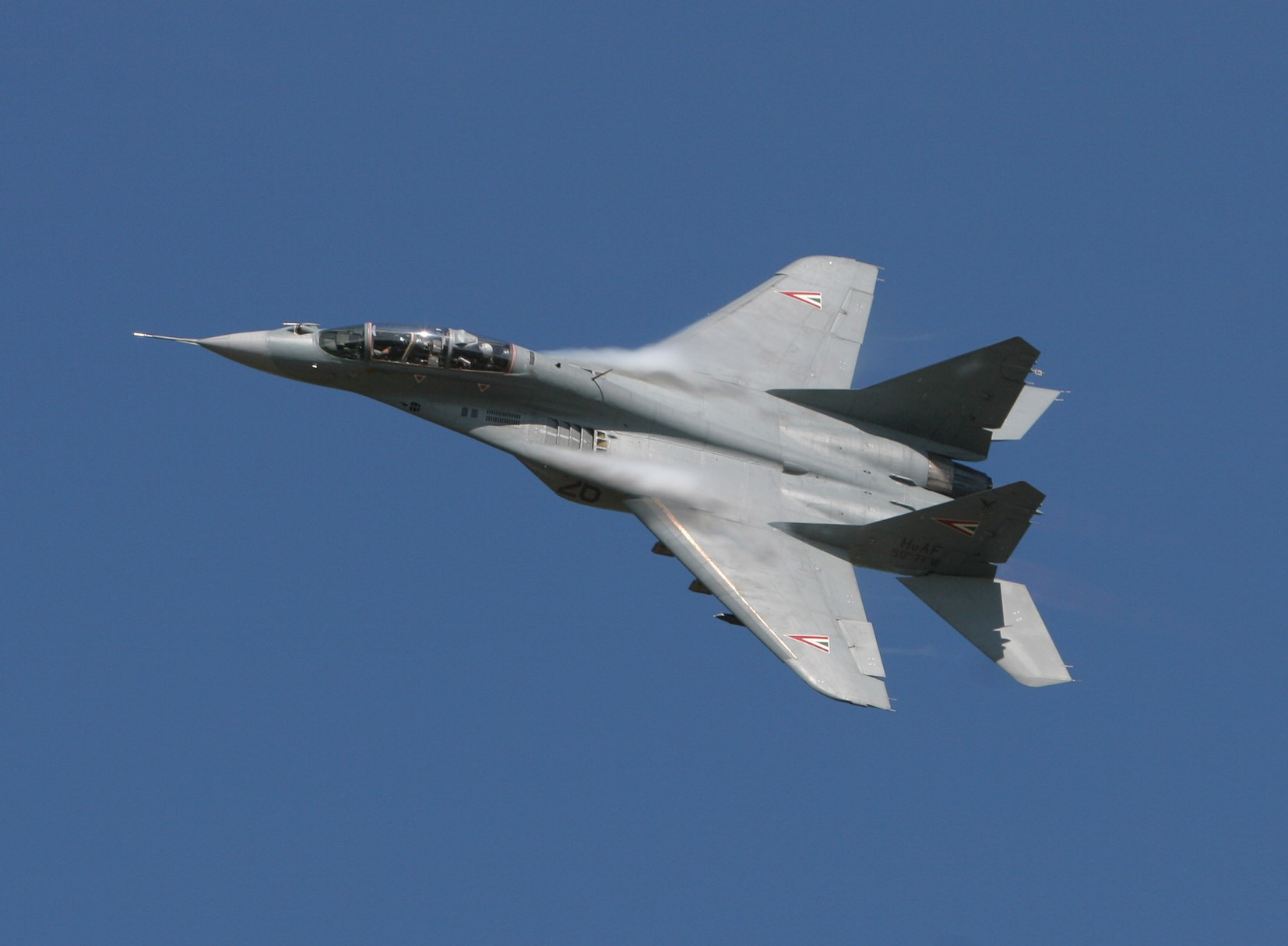
МіГ-29 — розроблений і вироблений РСК «МіГ»

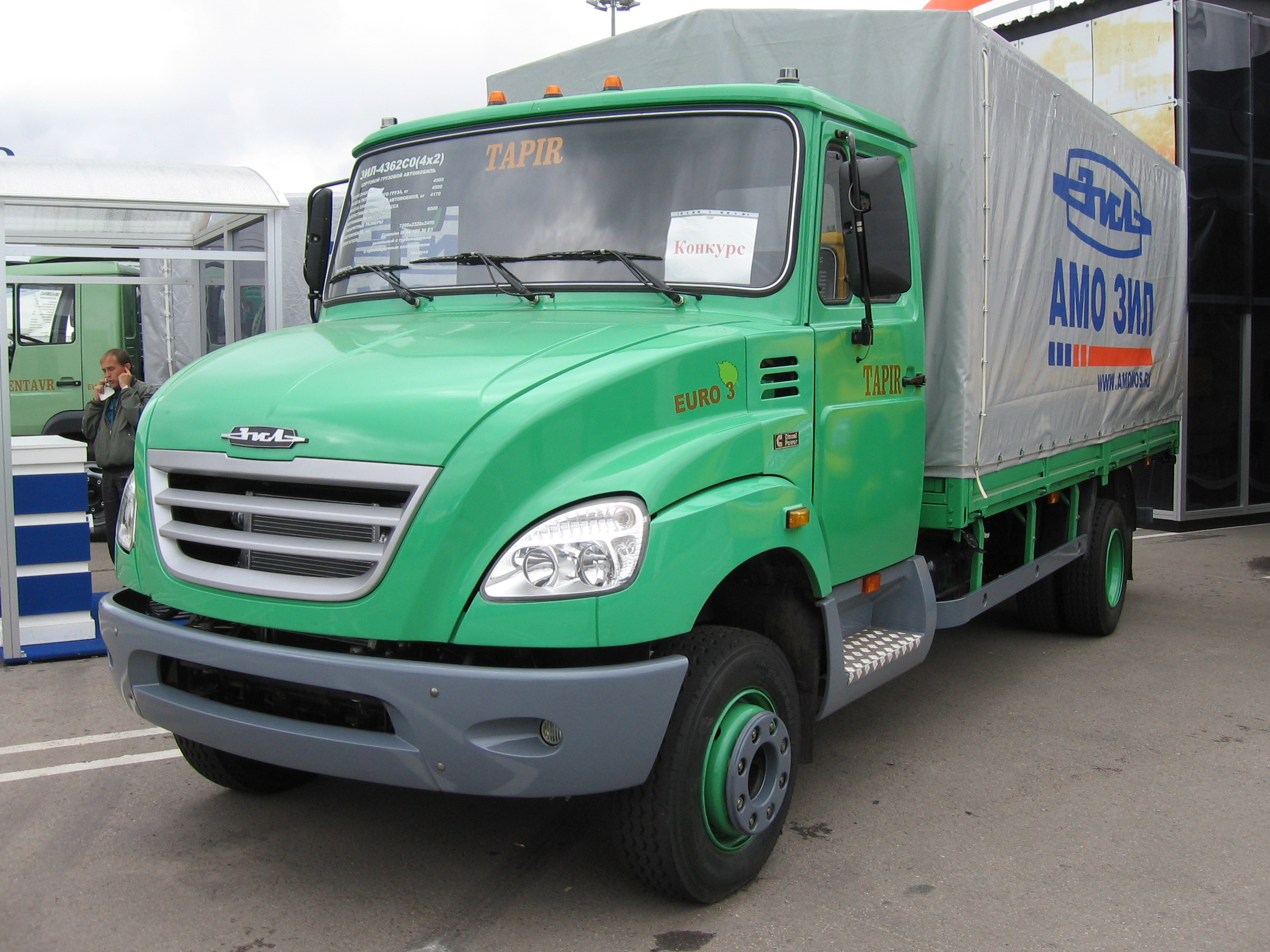
Одна з останніх моделей вантажівок ЗІЛ-436200 випускаються на Заводі імені Лихачова

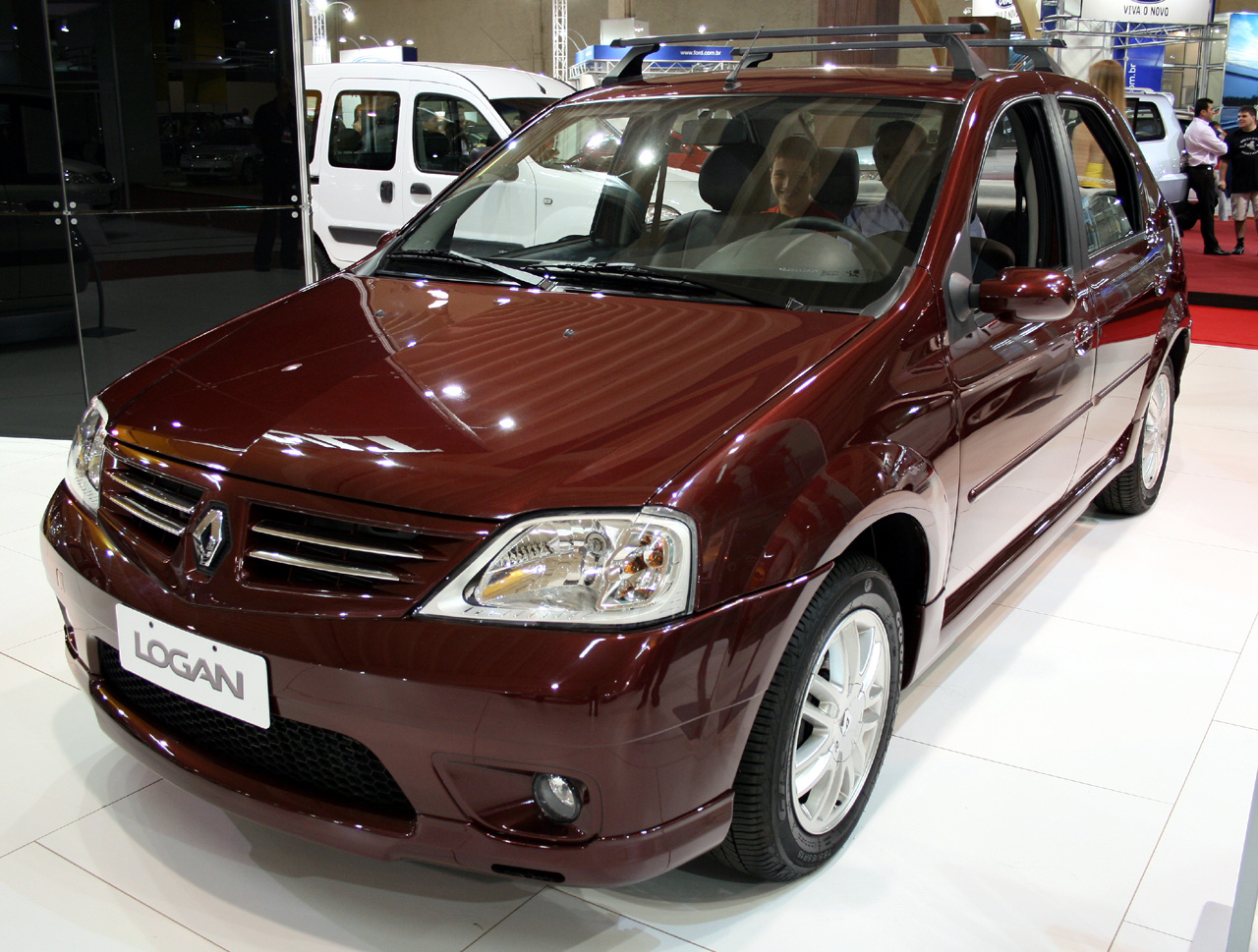
Рено Логан збирається на Автофрамос

Москва, незважаючи на незначну частку промисловості в економіці, — найбільший промислово-виробничий центр Росії, заснований на значному кваліфікованому трудовому ресурсі.
Місто є великим центром машинобудування, в тому числі енергомашинобудування, верстато-, судно-, приладобудування; чорної і кольорової металургії (виробництво алюмінієвих сплавів, кольорового прокату і чавуну), хімічної, легкої, поліграфічної промисловості. Але варто зазначити, що в останні роки йде процес перенесення виробництв за межі Москви Промислове виробництво за 2007 рік в Москві зросла на 11,5 %
На території міста діє значна кількість підприємств оборонної промисловості, серед них:
- Державний космічний науково-виробничий центр імені М. В. Хрунічева
- Виробництво компанії РСК «МіГ» (третина винищувачів ВПС РФ розроблені і проводиться РСК «МіГ»
- Підприємства Концерну ППО «Алмаз-Антей» (найбільші — «Алмаз», «Альтаїр», «Авангард»)
- Тушинський машинобудівний завод
- Ракетобудівних МКБ «Вимпел»
- Московське машинобудівне підприємство імені В. В. Чернишова

З цивільних виробництв найбільші:
- Московський нафтопереробний завод — великий виробник, в тому числі і на експорт, нафтопродуктів
- Автофрамос — підприємство зі складання легкових автомобілів Renault ок. 60 тис. На рік, на території колишнього АЗЛК
- Електрозавод — великий виробник електротрансформаторів і реакторів
- Моселектрощіт — виробник електричних розподільних пристроїв
- Карачаровскій механічний завод — виробництво підйомного обладнання
- Завод «Москабель»
- Московський нафтомаслозавод
- Трьохгірська мануфактура
- Московський суднобудівний и судноремонтний завод
- Мосхімфармпрепараті ім. Н. А. Семашко
- Червоний Жовтень (кондитерська фабрика)

У місті є сильна наукова і технологічна база по виробництву оптико і радіоелектронних приладів, авіаційної та космічної апаратури, високоточних механічних приладів.
Москва є найбільшим в країні інженерним центром, тут проектується значна частина російської продукції, (особливо авіаційної, космічної, ядерної та озброєння), розробляються технології її виготовлення, досліджуються матеріали. Серед проектних організацій найбільш знамениті
- ДКБ Сухого
- Туполєв
- Авіаційний комплекс ім. Іллюшина
- ДКБ імені Яковлєва
- Гідропроект и многие другие

## Роздрібна торгівля
Відповідно до генеральної схеми розміщення торгових об'єктів міського значення до 2020 року, затвердженої столичним урядом в 2001 році, передбачається організувати близько 300 нових великих торгових центрів загальною площею 6,3 млн кв.м. Багато з цих об'єктів вже створені і функціонують, або знаходяться на стадії будівництва. Ринки планується замінювати торговими комплексами, керованими мерією. Загальною тенденцією розвитку роздрібних торгових мереж є орієнтація на комплекси з великою торговою площею.
Швидкі темпи розвитку роблять московський ринок роздрібної торгівлі дуже привабливим для інвестицій багатьох світових компаній, які мають великі фінансові ресурси і досвід ведення даного бізнесу. Прихід на ринок зарубіжних конкурентів створює серйозні проблеми для вітчизняних торгових компаній. Іноземні мережі за рахунок високого товарообігу мають можливість встановлювати більш низькі ціни на свою продукцію, домагаючись вигідніших умов поставок.

## Туризм

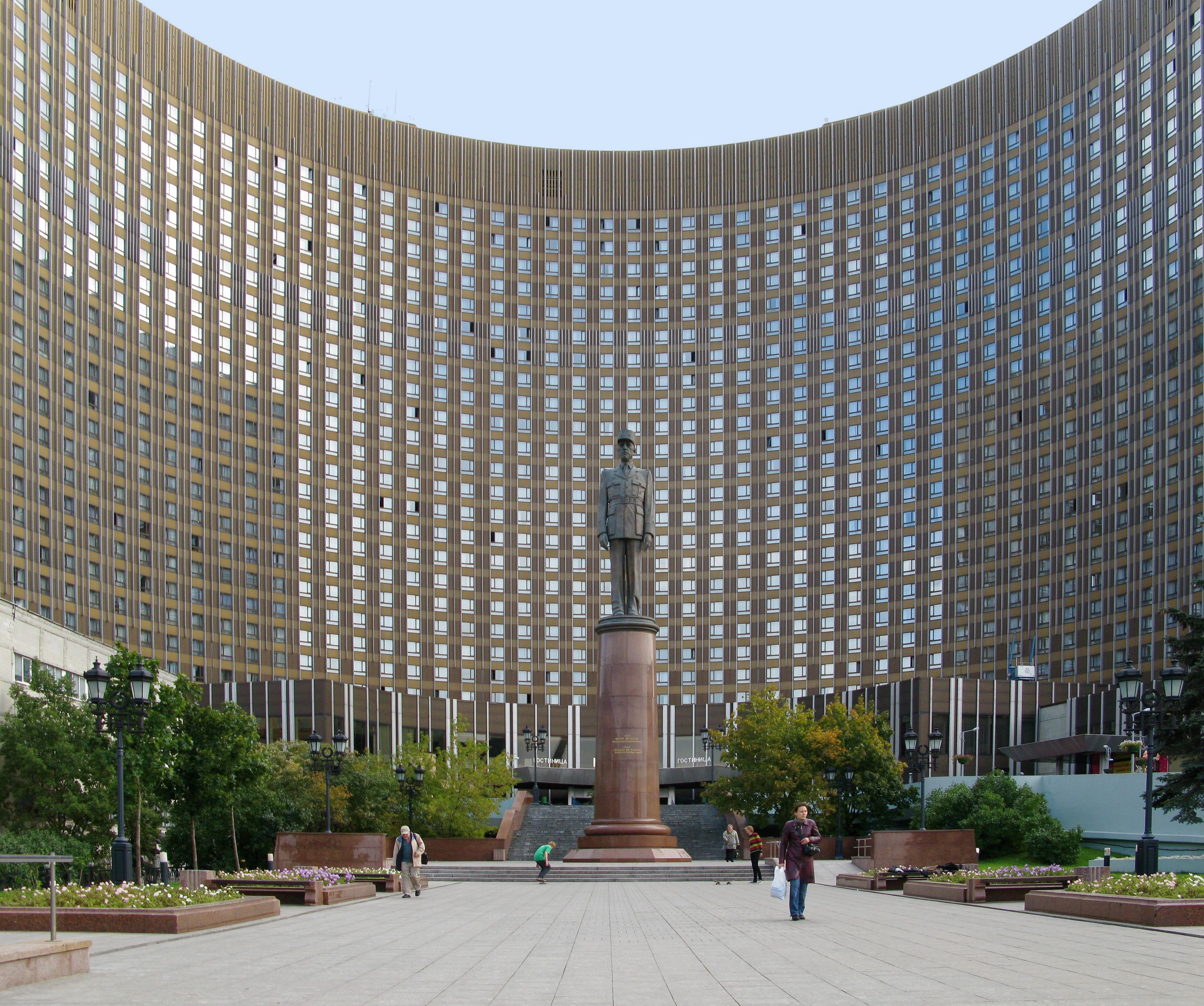
Готель Космос

Чималу роль в економіці міста грає туристичний бізнес, пов'язаний з прийомом гостей з Росії і зарубіжних країн, а також пов'язана з цим економічна активність у сфері обслуговування. Щорічно Москву відвідує понад чотирьох мільйонів туристів, найбільше гостей прибуває з Німеччини, США, Китаю, Великої Британії, Франції, Туреччини, Італії, Ізраїлю, Японії та Іспанії. Починаючи з 2007 року з кожних 10 іноземців, що в'їжджають до Росії з туристськими цілями, семеро приїжджають в Москву.
У 2012 році в Москві існувало 369 готельних об'єктів на 47,8 тис. Номерів. Показник забезпеченості готельними номерами в Москві порівняно невисокий — 7,5 місць на 1000 жителів (для порівняння, наприклад, в Берліні — 11,0 на 1000 жителів). 12 липня 2012 року на засіданні містобудівної-земельної комісії міста Москви була затверджена галузева схема розміщення готелів в місті до 2025 року. Відповідно до цієї схеми, ємність мережі готелів до 2025 року планується збільшити до 137,5 тис. Номерів. При цьому в першу чергу передбачається звести 154 готелі на 31 тис.

## Міський бюджет
Розмір бюджету Москви можна порівняти з розміром бюджетів багатьох середніх держав. Наприклад доходи зведеного бюджету України 2006 року становили 171,8 млрд грн., Що приблизно дорівнює 855 млрд руб., А у Москви доходи дорівнювали 800,8 млрд руб.